# أرنولد تشارلزورث
أرنولد تشارلزورث (بالإنجليزية: Arnold Charlesworth)‏ هو لاعب كرة قدم بريطاني، ولد في 6 يوليو 1930 في شفيلد في المملكة المتحدة، وتوفي في 1972 في Retford ‏ في المملكة المتحدة. لعب مع نادي بوسطن يونايتد ونادي روذرهام يونايتد ونادي يورك سيتي ووست بروميتش ألبيون.